# 恆隆行
恆隆行（英語：Hengstyle）是成立於1960年的台湾公司。從原本日系品牌相機和周邊配件起家的代理商，於千禧年前後轉型，代理涵蓋廚房家電、廚房用品、健康美容、生活用品及環境淨化五大類超過20個品牌，採精品經營方式逐漸發展成為擁有上萬個據點的零售商。最知名的為代理戴森商品，其董事長為陳政鴻。

## 旗下代理品牌
- dyson 戴森 (公司)
- Sodastream
- Honeywell
- Braun 德國百靈
- CORKCICLE
- Coway
- Crockpot
- Domo
- Deglon
- DAFNI
- Foodsaver
- LAURASTAR
- Magimix
- Medisana
- niTTO
- Oster
- OXO(包括OXO tot)
- Omron 歐姆龍
- Oral-B 歐樂B
- Panasonic Battery Panasonic
- Stasher
- Sunbeam
- Style
- Twinbird
- VERMICULAR

共25個品牌。

## 外部連結
- hengstyle恆隆行官方網站 （页面存档备份，存于）
- hengstyle恆隆行的Facebook專頁 （页面存档备份，存于）
- hengstyle恆隆行的Instagram帳戶
- YouTube上的hengstyle恆隆行頻道 （页面存档备份，存于）
- hengstyle恆隆行百貨遊逛趣的Facebook專頁
- 台灣公司資料 （页面存档备份，存于）